# Parinari pachyphylla
Parinari pachyphylla är en tvåhjärtbladig växtart som beskrevs av Henry Hurd Rusby. Parinari pachyphylla ingår i släktet Parinari och familjen Chrysobalanaceae. Inga underarter finns listade i Catalogue of Life.